# Окканичи

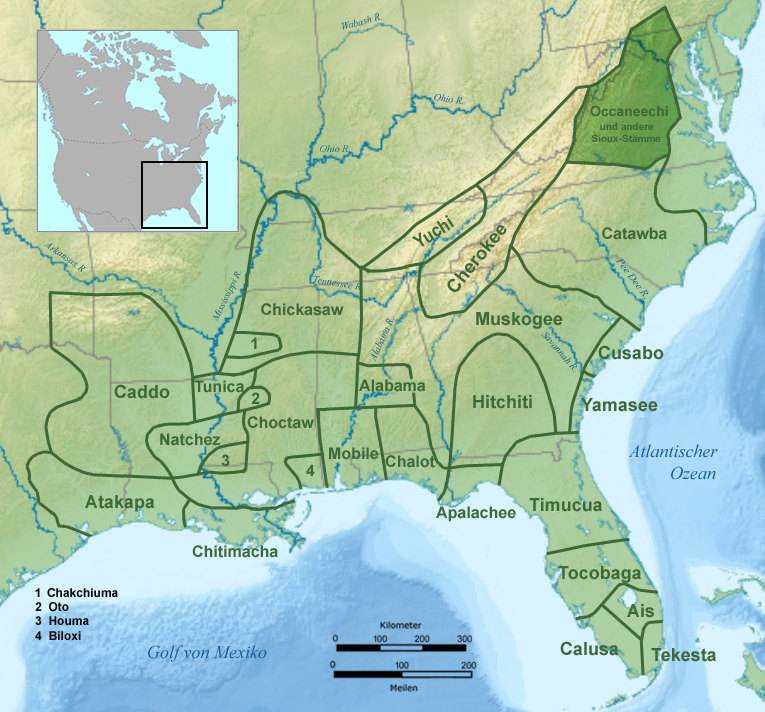
Традиционная территория окканичи и соседних племён

Окканичи (англ. Occaneechi) — племя североамериканских индейцев сиуанской языковой группы,  были лингвистически и культурно связаны с племенами сапони, тутело, монетонов, монаканов, манахоков, шакори и других, традиционные земли которых находились в регионе Пидмонт на территории современных американских штатов Северная Каролина и Виргиния. 

## История
Впервые окканичи упоминаются в 1650 году английским исследователем Эдвардом Бландом. Он писал, что племя жило на торговом пути, который соединял побережье Виргинии с внутренними районами Северной Америки. Их расположение предоставляло им возможность выступать в качестве торговых посредников между Виргинией и различными племенами на западе. В 1673 году Эйбрахам Вуд, торговец пушниной из Виргинии, отправил Джеймса Нидэма и Гейбриэла Артура в Южные Аппалачи в попытке установить прямой контакт с многочисленным племенем чероки, минуя окканичи. Только в последние десятилетия XVII века, когда колонистам Южной Каролины удалось установить прочные отношения с чероки и другими племенами внутренних районов Северной Америки, роль окканичи как торговых посредников была подорвана. В 1670 году они жили на среднем и самом большом острове реки Роанок, чуть ниже слияния рек Дэн и Стонтон, недалеко от современного города Кларксвилл. Их поля находились на северном берегу реки, где они выращивали большие урожаи кукурузы.
В 1676 году, в ходе восстания Бэкона, племя подверглось нападению виргинских ополченцев и было практически истреблено. Из-за давления английских поселений и из-за новых евразийских эпидемий, сапони и тутело поселились рядом с землями окканичи. В 1701 году остатки племени проживали на территории современного округа Ориндж.
В 1714 году окканичи, совместно с тутело и сапони, поселились в форте Кристанна на территории современного округа Брансуик. Общая численность сиуанских племён, проживающих в форте, составляла около 600 человек. Форт Кристанна был закрыт в 1717 году, после чего осталось мало письменных упоминаний об окканичи, фактически они стали частью племени сапони. В 1730 году часть сапони и окканичи мигрировала к катоба. Оставшиеся окканичи и сапони объединились с тускарора, мехеринами и мачапунга и к 1802 году вместе с ними переселились на север в Нью-Йорк.

## Современное положение
В 1995 году несколько жителей Плезант-Гроув в округе Аламанс в штате Северная Каролина заявили, что они являются потомками окканичи, сапони и тутело, проживающих в начале XVIII века в форте Кристианна. Они организовали ежегодное пау-вау и в 1984 году создали Ассоциацию индейцев эно-окканичи. В 1995 году они добавила сапони к своему названию и стали именоваться группа окканичи нации сапони (англ. Occaneechi Band of the Saponi Nation). Потомки окканичи и сапони смогли приобрести 25 акров земли в округе Аламанс для вновь организованного племени и в 2002 году были признаны штатом.

### Статьи
- Hazel, Forest. Occaneechi-Saponi Descendants in the North Carolina Piedmont: The Texas Community (англ.) // Southern Indian Studies. — Chapel Hill: The North Carolina Archaeological Society, 1991. — Vol. 40. — P. 1—26. — doi:10.17615/6ran-1042.